# Tesprot
Tesprot (en grec antic Θεσπρωτός) va ser, segons la mitologia grega, un fill de Licàon, rei d'Arcàdia.
Va abandonar el seu país i es va establir a l'Èpir, a una terra que va rebre el nom de "país dels Tesprotis" o Tespròcia. Una versió de la llegenda de Tiestes explica que va acollir a la seva cort aquest heroi. També va acollir a la seva filla Pelopea, la mare d'Egist.